# Arquidiocese de Bouaké
A Arquidiocese de Bouaké (Archidiœcesis Buakensis) é uma circunscrição eclesiástica da Igreja Católica situada em Bouaké, Costa do Marfim. Seu atual arcebispo é Jacques Assanvo Ahiwa. Sua Sé é a Catedral de Santa Teresa de Bouaké.
Possui 31 paróquias servidas por 62 padres, abrangendo uma população de 1 290 400 habitantes, com 17,6% da dessa população jurisdicionada batizada (227 345 católicos).

## História
A prefeitura apostólica de Bouaké foi erigida em 17 de maio de 1951 pela bula Quo fructuosius do Papa Pio XII, recebendo o território do vicariato apostólico de Abidjan (atualmente uma arquidiocese).
Em 14 de setembro de 1955 a prefeitura apostólica foi elevada a diocese pela bula Dum tantis também do Papa Pio XII. Originalmente era sufragânea da Arquidiocese de Abidjan.
Em 13 de setembro de 1963 e 6 de março de 1992, cedeu parte de seu território em favor da ereção das dioceses de Abengourou e Yamoussoukro, respectivamente.
Em 19 de dezembro de 1994 a diocese foi elevada à dignidade de arquidiocese metropolitana pela bula Quo aptius do Papa João Paulo II.

## Prelados
| #                   | Nome                                | Período    | Notas               |
| Arcebispos          | Arcebispos                          | Arcebispos | Arcebispos          |
| ------------------- | ----------------------------------- | ---------- | ------------------- |
| 3º                  | Jacques Assanvo Ahiwa               | 2024-      | Atual               |
| 2º                  | Paul-Siméon Ahouanan Djro, O.F.M. † | 2006-2024  |                     |
| 1º                  | Vital Komenan Yao †                 | 1994-2006  |                     |
| Arcebispo-coadjutor |                                     |            |                     |
|                     | Paul-Siméon Ahouanan Djro, O.F.M. † | 2006       |                     |
| Bispos              |                                     |            |                     |
| 2º                  | Vital Komenan Yao †                 | 1973-1994  |                     |
| 1º                  | André-Pierre Duirat, S.M.A. †       | 1951-1973  |                     |
| Bispos-auxiliares   |                                     |            |                     |
|                     | Jacques Assanvo Ahiwa               | 2020-2024  | Elevado a Arcebispo |